# 賽車女郎

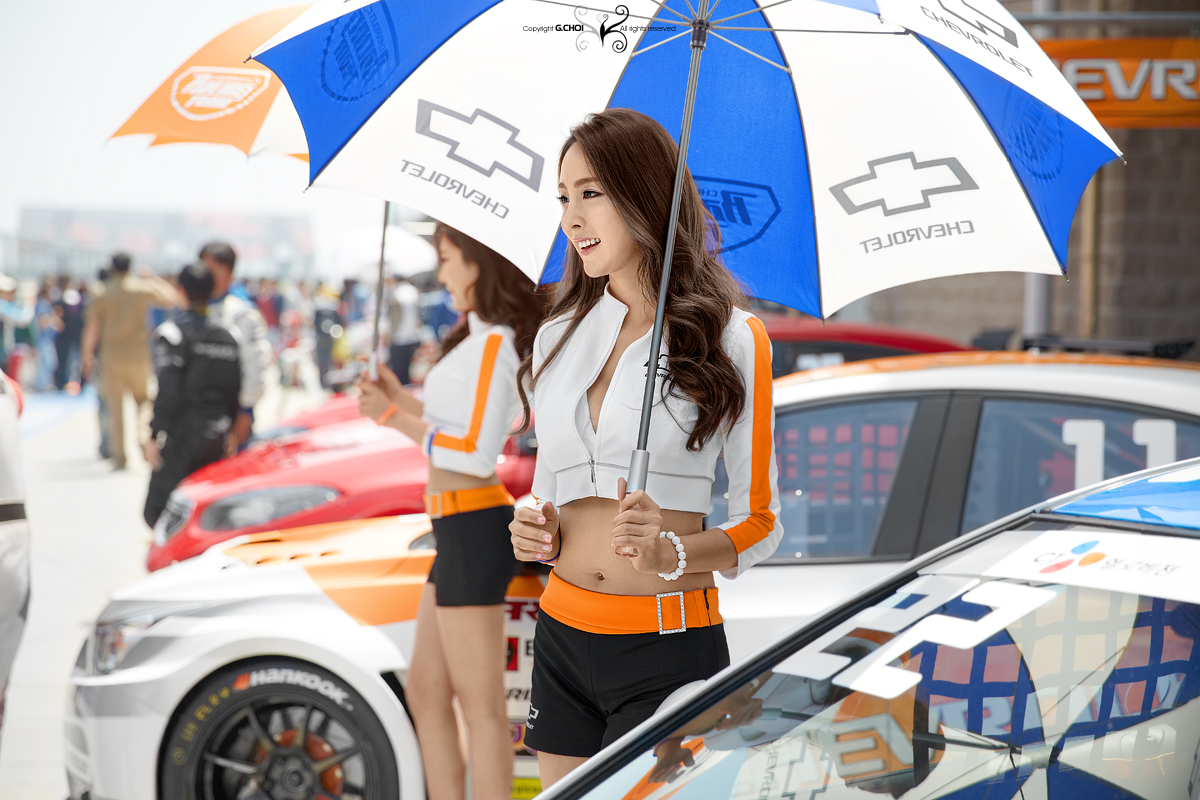
在韓國CJ超級賽車錦標賽（CJ Super Race Championship）賽場中亮相的賽車女郎。

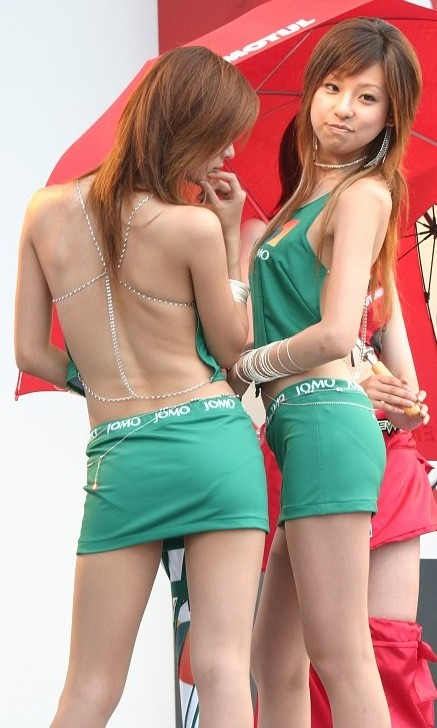
JOMO形象女郎

賽車女郎，又常譯為賽車女王、賽車皇后（英語：Race queen，在日本常被縮寫為「RQ」）或賽車寶貝，是一個源自日本的職業，指在賽車活動（例如一級方程式賽車）中進行形象宣傳活動的女性模特兒。賽車女郎原本的工作是在比賽開跑前替車手撐陽傘遮陽，以避免在跑道上進行準備工作的車手因為酷熱導致中暑或體力耗損，但逐漸轉變為各車隊或贊助商用來吸引注意力、提升形象的代言角色。
在日本，賽車女郎是在1960年代開始出現在賽車場上，當時首位擔當賽車女郎的模特兒是小川羅莎。車隊聘用賽車女郎的風氣自日本興起後逐漸傳播到全世界，但在日本之外常根據國情使用不同的慣稱，例如pit babe、grid girl、paddock girl或racing model等。

## 日本
有別於其他國家，賽車女郎通常只是輔助性的角色，在日本賽車女郎已經發展成一個專門的職業領域，擁有較其他國家高的社會地位。在日本賽車女郎經常被視為是女性偶像（idol）的一類，其經常同時具有寫真偶像（グラビアアイドル）的身份，或成為晉身模特兒或藝人領域的踏板，女演員飯島直子與藝人岡本夏生，都是賽車女郎出身的知名藝人。
由於產業規模龐大，在日本甚至有像是《GALS PARADISE》這般的賽車女郎專業雜誌或雜誌書。另外，日本能源旗下的油品品牌「JOMO」也曾長期聘用賽車女郎作為其連鎖加油站與贊助賽車隊的看板形象代言，其所經營的JOMO形象女郎（JOMO Image Gal）有超過40年以上的歷史，包括山口智子、周防玲子、米倉涼子與仁科仁美在內的知名演員、藝人都是歷代JOMO形象女郎出身。

## 廢除
2018年1月31日，一级方程式赛车主辦單位以賽車女郎「與現代社會價值觀不符」為理由，宣佈在該年3月25日開始的新賽季不再聘用賽車女郎。一些賽車女郎批評「政治正確」矯枉過正。